# Bryan Woods
Bryan Woods, född 14 september 1984 i Davenport i Iowa (uppvuxen i Bettendorf i samma delstat), är en amerikansk manusförfattare, regissör och producent. Han har bland annat varit medskrivare till filmmanuset för A Quiet Place (2018), samt skrivit och regisserat filmer som science fiction-actionthrillern 65 (2023), detta tillsammans med kollegan Scott Beck.

## Filmografi (i urval)
- 2018 – A Quiet Place (manusförfattare och exekutiv producent)
- 2023 – 65 (regissör, manusförfattare och producent)
- 2023 – The Boogeyman (manusförfattare och exekutiv producent)
- 2024 – Heretic (regissör, manusförfattare och producent)